# Skniłówek
Skniłówek (ukr. Скнилівок) – część miasta Lwowa  na Ukrainie, w obwodzie lwowskim, w rejonie kolejowym. Leży w południowo-wschodniej części miasta. Dawniej samodzielna wieś.
W II Rzeczypospolitej do 1934 samodzielna gmina jednostkowa. Następnie miejscowość należała do zbiorowej wiejskiej gminy Zimna Woda w powiecie lwowskim w woj. lwowskim. Skniłówek utworzył wtedy gromadę, składającą się z miejscowości Skniłówek i Na Paryżu.
Podczas II wojny światowej włączony do Lwowa (w dystrykcie Galicja (Generalne Gubernatorstwo). Po wojnie w Związku Radzieckim, gdzie przejściowo odzyskał samodzielność. Do Lwowa włączony permanentnie 13 czerwca 1952.